# Pruisisch Nationaal Monument voor de Bevrijdingsoorlogen

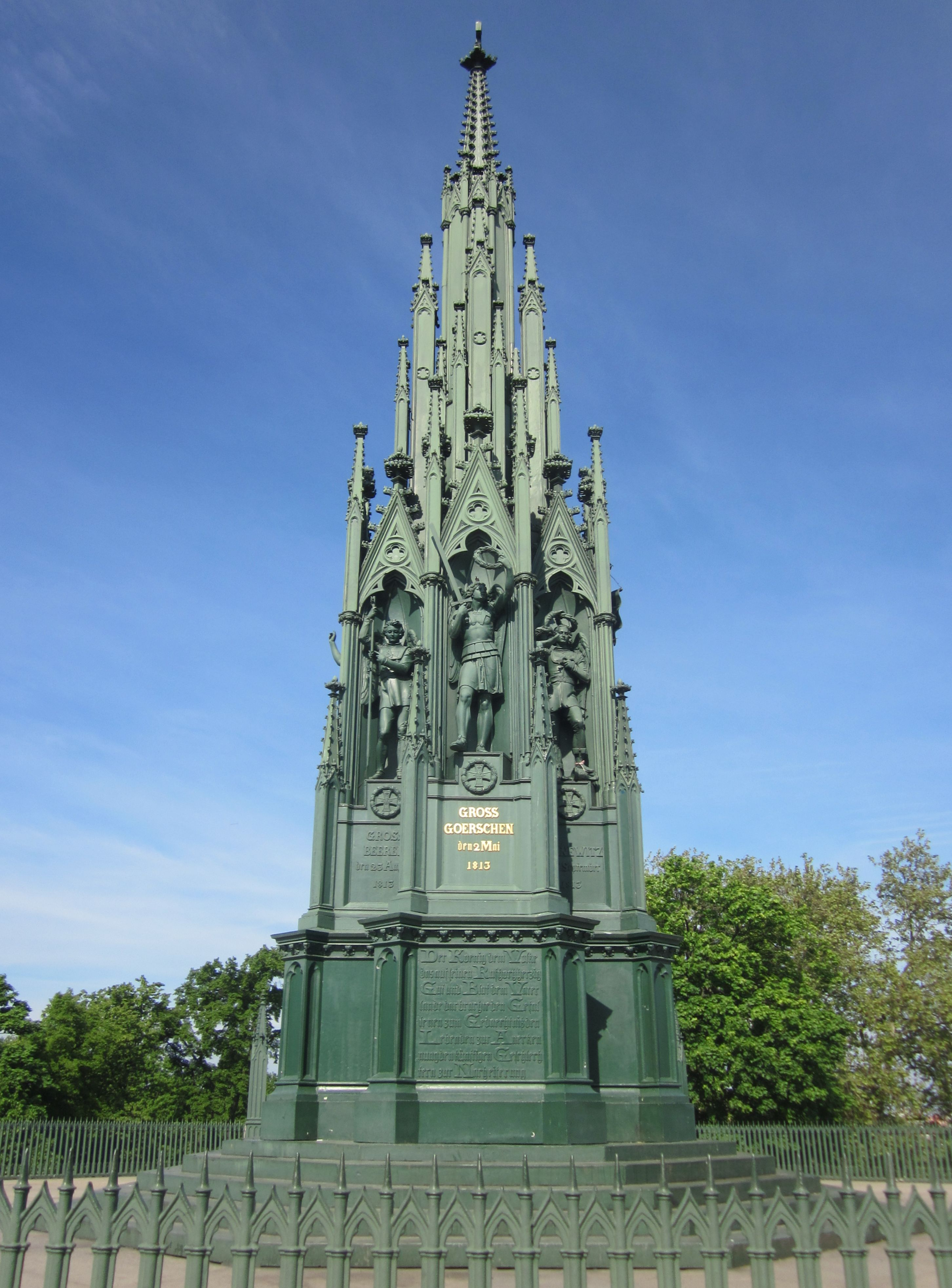
Het monument

Het Pruisisch Nationaal Monument voor de Bevrijdingsoorlogen (Duits: Nationaldenkmal für die Befreiungskriege) is een monument als aandenken aan de soldaten uit het Pruisische leger die ten tijde van de Duitse bevrijdingsoorlogen van 1813 tot 1815 sneuvelden. Koning Frederik Willem III van Pruisen liet vanaf 1818 tot 1821 het 18,83 meter hoge Nationaldenkmal bouwen op de Kreuzberg in Berlijn. Het neogotische bouwwerk dient ter herinnering aan de beduidende veldslagen; overwinningen maar ook aan nederlagen zoals de Slag bij Lützen.

## Geschiedenis
Het idee om een monument op te richten ter herdenking aan de slachtoffers van de oorlog te schenken kwam oorspronkelijk van de burgers van Berlijn en werd overgenomen door de vorst. Aanvankelijk was het plan om een gotische kathedraal voor de Potsdamer Tor op te richten, maar hier werd wegens te hoge kosten van afgezien.
Op het hoogste punt van de Tempelhofer Berg legde Friedrich Wilhelm III op 19 september 1818 de eerste steen van het nationale monument voor de overwinningen in de Bevrijdingsoorlogen. De architecten van dit monument waren Karl Friedrich Schinkel en Johann Heinrich Strack. De twaalf sculpturen die in de nissen zijn opgesteld symboliseren de bevrijdingsoorlogen en zijn vervaardigd door Christian Daniel Rauch, Friedrich Tieck en Ludwig Wichmann. Het gieten van het gietijzeren monument werd uitgevoerd door de Königlich Preußische Eisengießerei (Koninklijke Pruisische IJzergieterij), die ook de IJzeren Kruizen maakte. Een typisch voorbeeld van Fer de Berlin. Het monument werd ingehuldigd op 30 maart 1821, de verjaardag van de bestorming van Montmartre. De Russische tsaar Alexander I van Rusland woonde de ceremonie bij. Bij dezelfde gelegenheid kreeg de heuvel zijn huidige naam Kreuzberg
Vanaf 1878 werd het 200 ton wegende monument hydraulisch op een acht meter hoog plateau geheven in het Viktoriapark, om zo de zichtbaarheid ervan te midden van de toegenomen bebouwing in de omgeving te vergroten.